# ماريو بينتو دي أندرادي
ماريو كويلو بينتو دي اندرادي (21 أغسطس 1928 - 26 أغسطس 1990)، هو شاعر وسياسي أنغولي.
ولد في جولونجو ألتو في انغولا المستعمرة البرتغالية، ودرس الفلسفة في جامعة لشبونة وعلم الاجتماع في جامعة السوربون في باريس. وأثناء وجوده هناك، نشط في معارضة الحكم الإستعماري البرتغالي لأنغولا، وكتب الشعر المناهض للاستعمار. في عام 1955 شارك في تأسيس الحزب الشيوعي الأنغولي. في عام 1956 كان من مؤسسي الحركة الشعبية لتحرير أنغولا (MPLA) وانتخب أول رئيس لها في عام 1960. [1] أصبح شقيقه يواكيم بينتو دي أندرادي أول رئيس فخري للحركة الشعبية لتحرير أنغولا.

## روابط خارجية
- نعي في نيويورك تايمز